# Мемуары (Коммин)
«Мемуары» (фр. Mémoires) — книга воспоминаний французского политического деятеля Филиппа де Коммина, написанная в 1489—1501 годах и впервые опубликованная в 1524—1528 годах. Рассказывает о правлении Людовика XI и первом этапе Итальянских войн, считается ценным историческим источником.

## История текста
Работу над мемуарами Коммин начал в 1489 году по просьбе архиепископа Вьеннского Анджело Като. Воспоминания делятся на две части: первая, написанная в 1489—1493 годах, состоит из шести книг и охватывает правление Карла Смелого и Людовика XI (1464—1483), вторая, написанная в 1497—1501 годах, состоит из двух книг, посвящена итальянскому походу Карла VIII и заканчивается смертью последнего в 1498 году. Вероятно, Коммин диктовал свои труд, так на миниатюре одной из рукописных копий «Мемуаров» он изображён именно диктующим.
Оригинал «Мемуаров» не сохранился. Есть только шесть списков первой половины XVI века, пять из которых хранятся в Национальной библиотеке Франции в Париже. Только один список (MS. Polignас), датированный 1530 годом, содержит все восемь книг.
Первая часть «Мемуаров» впервые была издана в Париже в 1524 году по заказу известного книготорговца Галлио Дюпре, и в 1525—1530 годах выдержала пять переизданий. В 1528 году вышла вторая часть, в следующем году переизданная. Критическое издание мемуаров было осуществлено только в 1552 году историком и переводчиком Дени Соважем, впервые разделившим текст на книги и главы и присвоившим им современные названия.
Первое научное издание мемуаров вышло в 1847 году в Париже в публикациях «Общества истории Франции» (фр. Société de l'histoire de France), в 1881 году там же появилось заново отредактированное издание Режи де Шантелаза, а в 1903 году — двухтомная публикация Б. де Мандро. Лучшим академическим изданием считается парижская трёхтомная публикация 1924—1925 годов под редакцией Ж. Кальметта.
Всего «Мемуары» де Коммина выдержали на Западе свыше 150 изданий и переводов. В 1986 году издательством «Наука» АН СССР в серии «Памятники исторической мысли» был опубликован первый русский перевод, выполненный историком-медиевистом Ю. П. Малининым.

## Значение
Автор «Мемуаров» осуждает сепаратизм крупной феодальной аристократии, обосновывает необходимость для Франции сильной королевской власти как опоры единого централизованного государства. Стараясь объяснить события своего времени, он извлекает из них уроки политической мудрости для государственных деятелей. В представлении Коммина о взаимном противостоянии государств иногда видят зародыш идеи европейского политического равновесия. В его суждениях о различиях между французами и англичанами видят зачатки теории климатов, которую в законченном виде разработал Жан Боден.
В то же время, несмотря на рационализм Коммина в рассуждениях о внешней и внутренней политике, реалистичность созданных им портретов современников и внимание к историко-бытовым деталям, для «Мемуаров» характерно смешение старых и новых представлений, выражающееся, в частности, в характерном для средневекового провиденциализма убеждении о превалировании над планами смертных людей «замыслов божьих», в соответствии с которыми «непостижимым образом одни королевства и крупные сеньории иногда слабеют и исчезают, а другие возникают и крепнут».
Труд де Коммина, в котором он позиционирует себя как важного участника практически всех описываемых событий, порой прибегая к открытой фальсификации, отличается высокой степенью автобиографичности, что отличает его от мемуаров современников вроде Оливье де Ламарша или Жана де Энена, заставляя историков считать его эталоном этого жанра для XV века. Вместе с тем «Мемуары» нельзя считать строго историческим сочинением, так как автор объективен, предвзят и не стремится сохранить хронологический порядок событий, нередко вовсе их не датируя.
«Мемуары» Коммина очень важны для исследований средневекового менталитета. Приводя немало собственных суждений в отношении поступков современных ему исторических деятелей, мемуарист демонстрирует беспринципность, вытеснявшую традиционную рыцарскую мораль в сознании феодального сословия его эпохи. Не придерживаясь, подобно своим предшественникам, определённого этико-политического идеала, он не только не осуждает сомнительные с точки зрения морали приёмы, используемые политиками его времени, но даже оправдывает некоторые из них, например, подкуп, указывая, что если искушённые в интригах государи умеют переманивать на свою сторону людей, «значит им господь даровал большую милость, ибо это признак того, что они не запятнаны безрассудным пороком гордыни». Придерживаясь, по сути, принципа «цель оправдывает средства», он предвосхищает этические принципы Никколо Макиавелли.
«Мемуары» много раз переиздавались в XVI веке и приобрели широкую популярность у деятелей Французского Возрождения. В частности, Мишель Монтень во II книге своих «Опытов» так отзывается о его авторе: «Вы найдете у него изящный и приятный стиль, отличающийся простотой и непосредственностью; неприкрашенное повествование, сквозь которое явно просвечивает добросовестность автора, свободного от тщеславия, когда он говорит о себе, и от зависти и пристрастия, когда он говорит о других; его рассуждения и увещания проникнуты скорее искренностью и добрыми побуждениями, чем каким-нибудь выдающимся талантом; и на всем изложении лежит отпечаток авторитетности и значительности, свидетельствующих о высоком положении автора и его опыте в ведении больших дел».
Литературный критик Шарль Огюстен де Сент-Бев сказал о «Мемуарах» Коммина: «Политическая история во Франции начинается отсюда». Виктор Гюго в романе «Собор Парижской Богоматери» (1831) расходится с Коммином в оценке Людовика XI (по гуманистическим мотивам). Мемуары Коммина послужили основным историческим источником при создании Вальтером Скоттом романов «Квентин Дорвард» (1823) и «Карл Смелый, или Анна Гейерштейнская, дева Мрака» (1829).